# Agrotóxico (banda)
Agrotóxico é uma banda de hardcore da zona sul de São Paulo, formada em 1993.

## História
A banda de hardcore Agrotóxico surgiu no bairro de Cidade Ademar, periferia da cidade de São Paulo, em 1993. Nos 7 álbuns lançados, a banda trata de temas como anarquia, violência, autogestão, guerras e questões políticas em geral.
As apresentações da banda, no Brasil, já passaram por Rio de Janeiro, Paraná, Santa Catarina,  Bahia, Goiás e São Paulo, além das 5 turnês pela Europa, por diversos países do continente.
Já foi objeto de matérias, resenhas, entrevistas e especiais em diversos veículos de mídia, como as revistas Plastic Bomb (Alemanha), Maximum Rocknroll (EUA), Rock Press, Rock Brigade, Antimídia, Contravenção, etc, além de portais de internet, como Punk Net, Zona Punk, Microfonia, Rocker Magazine, Zine Kaos, Total Punk, Fuckkk, etc.
Em 1998 o Agrotóxico lançou seu primeiro CD, "Caos 1998", pelo selo independente Red Star Recordings.
Em 2002, lançou o CD "Estado de Guerra Civil".
Em 2002, a banda fez sua primeira turnê pela Europa, em países como Alemanha, Hungria, Holanda, Suíça e Portugal. Em novembro deste mesmo ano participou do festival punk "O Fim do Mundo", realizado na Casa de Cultura Tendal da Lapa (São Paulo), evento que contou com o roqueiro Supla na plateia.
Em 2003, lançou "Marcas da Revolta", um álbum split com o grupo Rasta Knast (Alemanha), com o Agrotóxico tocando clássicos de bandas alemãs, tais como Molotov Soda e Slime, e o Rasta Knast fazendo covers de bandas como Cólera e Inocentes.
Em 2004, lançaram um álbum split com o grupo Flicts, com o título de Third World Jihad, que difere da versão brasileira na gravação das músicas e por ter algumas músicas diferentes.
Os lançamentos do grupo foram editados e distribuídos em CD e vinil em diversos outros países pelo selo alemão Dirty Faces, com exceção de Marcas da Revolta, lançado pela gravadora alemã Nasty Vinyl.
Ainda em 2004, o Agrotóxico fez sua segunda turnê europeia, com 26 shows, passando por Alemanha, França, Itália, Holanda, Eslovênia, Hungria, Áustria e República Tcheca.
Em 2007, ocorreu o lançamento da versão nacional do split Third World Jihad), e do novo CD da banda, chamado "Libertação", lançado no Brasil e Alemanha. Neste mesmo ano, a banda realizou outra turnê pela Europa, passando por Alemanha, França, Suécia, Finlândia, Áustria e República Tcheca, tocando com bandas de renome no cenário mundial, como: Rattus, Molotow Soda, Riistetyt, Massacre, Hass etc.
Em julho de 2009, o Agrotóxico lançou o box (DVD+CD ao vivo) "Pelos Escombros", um documentário que conta a história da banda em entrevistas, fotos e depoimentos, e mostra a íntegra de um dos shows mais importantes para a história da banda , realizado no Hangar 110 (São Paulo). Em outubro seguinte, "Pelos Escombros" foi exibido no Cine Olido, um clássico cinema paulistano.
Ainda em 2009, a banda realizou sua quarta turnê internacional, ao lado de Rasta Knast, Bambix e Rawside (banda com quem dividiu seu primeiro compacto 7", com o título de "Quebre o Silêncio"), tocando em alguns dos maiores festivais europeus, como o "Vive Le Punk" (França) e o "Force Attack" (Alemanha), tendo dividido palco com ícones do Punk Rock mundial como: UK Subs, Anti-Nowhere League, The Varukers, Ratos de Porão, Mad Sin, Los Fastidios, etc.
O próximo álbum seria XX, que planejavam lançar no segundo semestre de 2011, porém acabou sendo lnaçado apenas em 2013.
Em comemoração de 25 anos de "Caos 1998", a banda regravou o seu primeiro CD e lançou-o em 2023 sobre o título de "Era do Caos", com nova arte gráfica e em formato CD e LP (vinil). No mesmo ano voltou à Europa para uma extensa turnê.

## Discografia

### Demo-tapes
- Sindicato do Crime (K7, 1995)
- Decadência (K7, 1996)

### Álbuns de estúdio
- Caos 1998 (CD, 1998, Red Star Recordings)
- Estado de Guerra Civil (CD, 2001, Red Star Recordings)
- Libertação (CD, 2007, Red Star Recordings)
- XX (CD/LP, 2013, Red Star Recordings)
- Era do Caos (CD/LP, 2023, Red Star Recordings)

### Splits
- Marcas da Revolta - Split com Rasta Knast - Alemanha (CD, 2003, Red Star Recordings)
- Third World Jihad - Split com Flicts, 2004, Red Star Recordings)

### DVD+CD ao vivo
- Pelos Escombros (DVD-Documentário e CD ao vivo, 2009, Red Star Recordings)

### EP
- Quebre o Silêncio - split com Rawside(7" EP, 2009, BTS)

### Coletâneas e compilações
Desde sua formação, o Agrotóxico participou de diversos registros e coletâneas, dentre elas a compilação de bandas feita por Andreas Kisser, do Sepultura, para a Revista Trip, com tiragem de 70.000 exemplares distribuídos por todo o Brasil; para a coletânea denominada "O Mundo Vai Acabar", que também foi distribuída em bancas de todo o território nacional, com 25.000 exemplares; e o CD/LP Tribute to Poison Idea, lançado nos EUA, Alemanha, Portugal e Holanda.